# Ineko Arima
Ineko Arima (有馬稲子, Arima Ineko) est une actrice japonaise née le 3 avril 1932 à Osaka.

## Biographie
Ineko Arima est surtout connue pour sa collaboration avec le réalisateur Yasujirō Ozu.
Ineko Arima a tourné dans près de 75 films entre 1951 et 2001.

### Vie privée

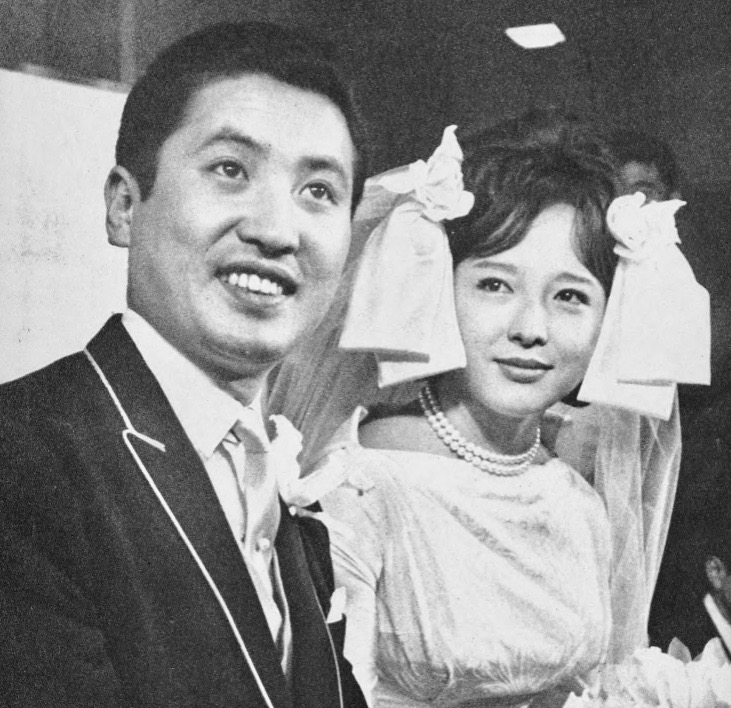
Kinnosuke Nakamura et Ineko Arima lors de leur mariage.

Elle a été mariée à l'acteur Kinnosuke Nakamura de 1961 à 1965.

## Filmographie partielle

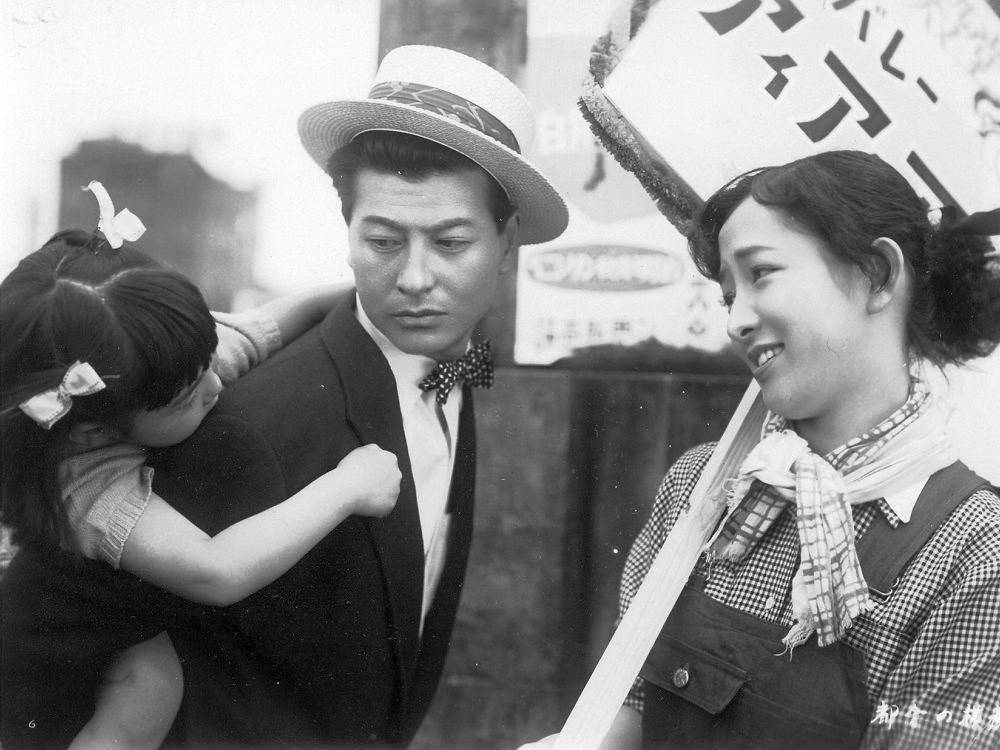
Ryō Ikebe et Ineko Arima dans Le Profil de la ville (1953)

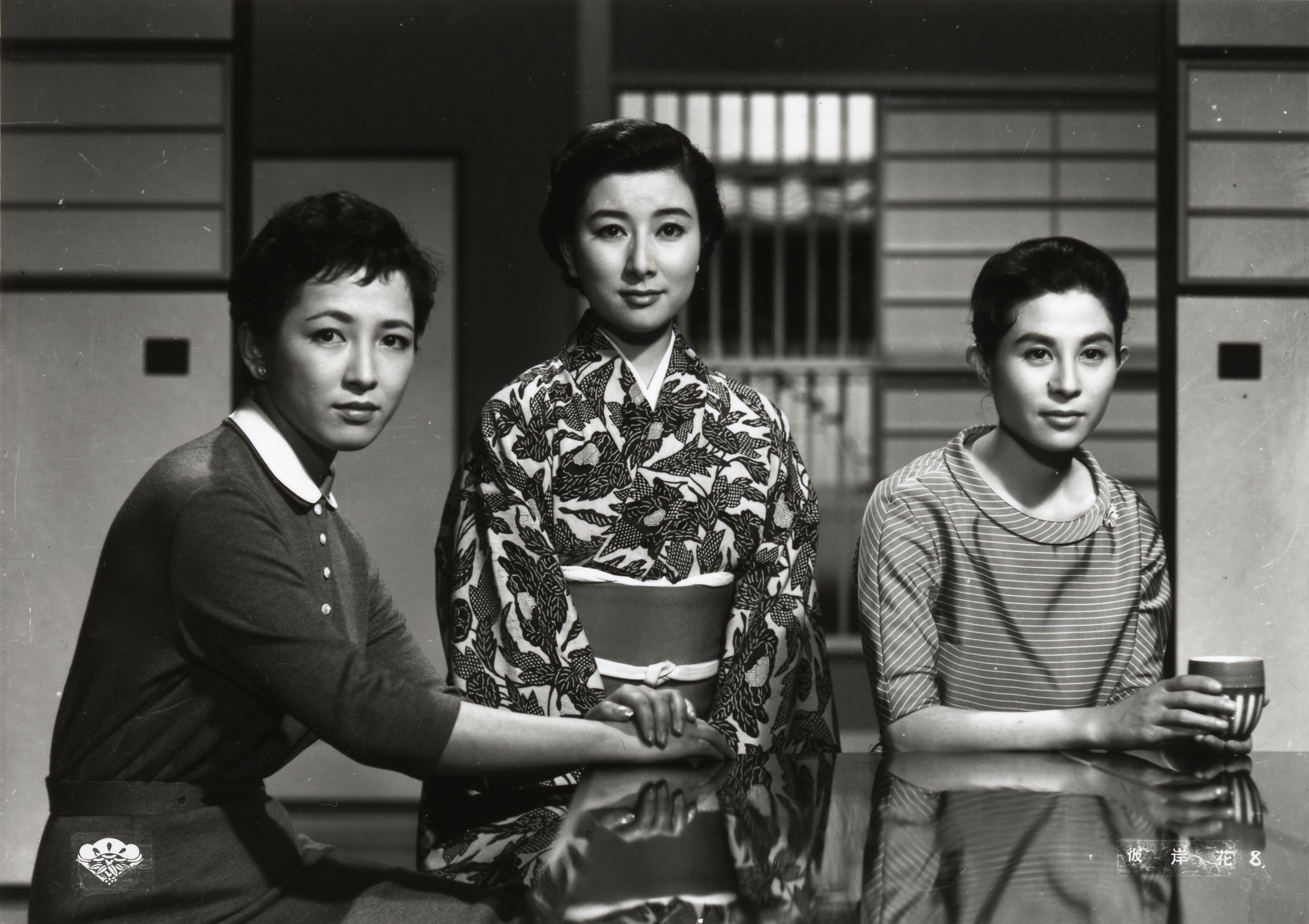
Ineko Arima, Fujiko Yamamoto et Yoshiko Kuga dans Fleurs d'équinoxe (1958)

- 1951 : Madame Takarazuka (宝塚夫人, Takarazuka fujin?) de Motoyoshi Oda : Sumire
- 1951 : Le Chant de la bergeronnette (せきれいの曲, Sekirei no kyoku?) de Shirō Toyoda
- 1953 : Le Profil de la ville (都会の横顔, Tokai no yokogao?) de Hiroshi Shimizu : Toshiko
- 1953 : Les Amants (愛人, Aijin?) de Kon Ichikawa : Asano
- 1954 : Tout sur moi (わたしの凡てを, Watashi no subete o?) de Kon Ichikawa : Rui Kenjo
- 1954 : Derniers Chrysanthèmes (晩菊, Bangiku?) de Mikio Naruse : Sachiko
- 1954 : Douze chapitres sur les femmes (女性に関する十二章, Josei ni kansuru jūni shō?) de Kon Ichikawa : Chieri Saegusa
- 1955 : Contes de la ville basse près de la rivière (川のある下町の話, Kawa no aru shitamachi no hanashi?) de Teinosuke Kinugasa : Fusako Yoshida
- 1955 : Tōkyō-Honkon mitsugetsu ryokō (東京-香港 蜜月旅行?) de Yoshitarō Nomura
- 1956 : La Fontaine (泉, Izumi?) de Masaki Kobayashi
- 1956 : Odoru matenrō (踊る摩天楼?) de Yoshitarō Nomura : Ikuchiyo
- 1956 : Traces de femmes (女の足あと, Onna no ashiato?) de Minoru Shibuya
- 1957 : Crépuscule à Tokyo (東京暮色, Tōkyō boshoku?) de Yasujirō Ozu : Akiko Sugiyama
- 1957 : Dakareta hanayome (抱かれた花嫁?) de Yoshiaki Banshō (ja)
- 1957 : Dai Chūshingura (大忠臣蔵?) de Tatsuo Ōsone
- 1957 : La Rivière noire (黒い河, Kuroi kawa?) de Masaki Kobayashi : Shizuko
- 1958 : Kuroi kafun (黒い花粉?) de Hideo Ōba : Hanae Tobe
- 1958 : Les Tambours de la nuit (夜の鼓, Yoru no tsuzumi?) de Tadashi Imai : Otane, la femme de Hikokurō
- 1958 : Fleurs d'équinoxe (彼岸花, Higanbana?) de Yasujirō Ozu : Setsuko Hirayama
- 1958 : La Fête des forêts et des lacs (森と湖のまつり, Mori to mizuumi no matsuri?) de Tomu Uchida : Tsuruko Sengi
- 1958 : La Veste rouge (赤い陣羽織, Akai jinbaori?) de Satsuo Yamamoto : Sen
- 1959 : Rafale de neige (風花, Kazabana?) de Keisuke Kinoshita : Sachiko
- 1959 : La Condition de l'homme : Il n'y a pas de plus grand amour (人間の條件, Ningen no jōken?) de Masaki Kobayashi : Shunran Yō
- 1959 : L'Oiseau des printemps révolus (惜春鳥, Sekishunchō?) de Keisuke Kinoshita : Midori
- 1959 : Une histoire d'amour de Naniwa (浪花の恋の物語, Naniwa no koi no monogatari?) de Tomu Uchida : Umegawa
- 1959 : Notre amour (「通夜の客」より わが愛, Waga ai?) de Heinosuke Gosho : Kiyo Mizushima
- 1960 : La Falaise blanche (白い崖, Shiroi gake?) de Tadashi Imai
- 1960 : Nami no tō (波の搭?) de Noboru Nakamura : Yoriko Yūki
- 1961 : Le Foyer zéro (ゼロの焦点, Zero no shōten?) de Yoshitarō Nomura : Hisako Tanuma
- 1961 : Les Grincheuses (もず, Mozu?) de Minoru Shibuya
- 1961 : Flocons de nuages (雲がちぎれる時, Kumo ga chigireru toki?) de Heinosuke Gosho : Ichie Tanimoto
- 1961 : L'Enfant nu (はだかっ子, Hadakakko?) de Tomotaka Tasaka : Akiko Takagi
- 1962 : Mitasareta seikatsu (充たされた生活?) de Susumu Hani : Junko
- 1962 : Mademoiselle Ogin (お吟さま, Ogin-sama?) de Kinuyo Tanaka : Ogin
- 1962 : Au Paradis des ivrognes (酔っぱらい天国, Yopparai tengoku?) de Minoru Shibuya
- 1963 : Contes cruels du Bushido (武士道残酷物語, Bushidō zankoku monogatari?) de Tadashi Imai : Maki, la femme de Shuzo
- 1965 : Le Radis et la Carotte (大根と人参, Daikon to ninjin?) de Minoru Shibuya : Natsuko
- 1965 : L'Homme au pousse-pousse (無法松の一生, Muhōmatsu no isshō?) de Kenji Misumi : Yoshiko Yoshioka
- 1971 : Aveux, Théorie, Actrices (告白的女優論, Kokuhakuteki joyūron?) de Yoshishige Yoshida : Makiko, Isaku
- 2008 : Rêve éveillé (夢のまにまに, Yume no mani mani?) de Takeo Kimura : Emi Kimuro

## Récompenses et distinctions
- 1980 : prix Kinokuniya de théâtre
- 1995 : Médaille au ruban pourpre